# 小行星5766
小行星5766（5766 Carmelofalco）是一颗围绕太阳公转的小行星。1986年8月29日，亨利·德波鸿诺在拉西拉天文台发现了此天体。
这颗小行星的绝对星等为253.6807092807539等。